# Didier de La Cour
Didier de La Cour (Montzéville, dicembre 1550 – Verdun, 14 novembre 1623) è stato un abate francese, riformatore benedettino e iniziatore della congregazione dei Santi Vitone e Idulfo.

## Biografia
Nato da una nobile famiglia lorenese economicamente decaduta, entrò diciottenne nel monastero di San Vitone a Verdun e studiò all'università di Pont-à-Mousson, dove strinse amicizia con Pierre Fourier, futuro riformatore dei canonici regolari in Lorena.
Divenuto priore di San Vitone, introdusse delle riforme dirette alla restaurazione del primitivo rigore della regola di san Benedetto: la sua riforma si estese rapidamente ad altri monasteri della Lorena e le abbazie riformate diedero origine alla congregazione dei Santi Vitone e Idulfo.
Morì all'età di settantadue anni come semplice monaco.